# Gilbert de Hoyland
Pour les articles homonymes, voir Hoyland (homonymie).
Gilbert de Hoyland (ou Gilbert de Hoyt), né vers 1110 et décédé en 1172 à l’abbaye Notre-Dame de Larrivour (France), était un moine cistercien anglais de l’abbaye de Swineshead, dans le Lincolnshire (Angleterre). Il est envoyé à Swineshead pour y introduire les usages cisterciens, et en est l’abbé de 1147 à sa mort. Il a laissé de nombreux écrits spirituels. 

## Éléments de biographie
En 1147 l’abbaye bénédictine de Swineshead, dans le Lincolnshire, en Angleterre, passe avec l’ensemble de la Congrégation de Savigny à l’Ordre cistercien. Gilbert de Hoyland y est envoyé pour y introduire les us et coutumes du nouvel ordre religieux. Sa communauté est large, et il s’occupe également des moniales du voisinage. Il reste à la tête du monastère jusqu’à sa mort, tout en étant en France au monastère de Larrivour où il meurt en 1172.

## Écrits
- Quelque temps après la mort de Bernard de Clairvaux (1153), on demanda à Gilbert de poursuivre son commentaire du ‘Cantique des Cantiques’ (sous forme de sermons). Bernard avait composé 86 sermons sur le Cantique biblique attribué au roi Salomon. Gilbert en écrit 47 sermons avant sa mort en 1172, probablement au monastère cistercien français de Larrivour. Les 47 sermons de Gilbert se terminent au chapitre 5 du 'Cantique des Cantiques'. Le travail sera poursuivi et achevé par un autre moine cistercien anglais, John de Forde qui composa 120 autres sermons. L’œuvre est populaire et fut abondamment recopiée: une cinquantaine de manuscrits ont survécu en différents monastères.
- Gilbert de Hoyland a également écrit sept petits traités sur des sujets de vie spirituelle, principalement sur la prière. Il s’émerveille devant l’amour de Dieu qui est toujours premier et qui appelle notre réponse. Il reste à l’homme de se laisser conformer progressivement au Christ.
- Quelques lettres nous sont également parvenues.